# Brownian Movement
Brownian Movement ist ein niederländisch-deutsch-belgischer Spielfilm der niederländischen Regisseurin Nanouk Leopold aus dem Jahr 2010.

## Handlung
Charlotte ist eine deutsche Ärztin in Brüssel. Sie ist verheiratet mit einem Architekten und Mutter eines kleinen Sohnes. Charlotte mietet eine Wohnung, um sich mit wenig attraktiven Männern aus dem Kreise ihrer Patienten zum Sex zu treffen. Gleichzeitig führt sie ein inniges Ehe- und Familienleben. Das Sexualleben mit ihrem Ehemann Max strahlt Geborgenheit und Vertrauen aus. Dem Sohn liest sie als Gute-Nacht-Geschichte das Märchen Das Mädchen ohne Hände der Brüder Grimm vor. Als sie einen der auserwählten Patienten wiedertrifft und dieser ihr näherkommen möchte, erleidet Charlotte einen Nervenzusammenbruch. Sie schlägt auf den Mann ein und bricht schließlich ohnmächtig zusammen.
Charlottes Affären werden nun bekannt. Sie verliert ihre Stelle als Ärztin, und ihre Ehe steht vor dem Aus. Gemeinsam mit ihrem Mann versucht sie, die Ehe mit einer Therapie zu retten. Bei der Suche nach Gründen für ihr Verhalten weicht sie Fragen jedoch geschickt aus. Zwei Jahre später ist die Familie nach Indien gezogen, wo Max als Architekt arbeitet. Zwillinge sind geboren, und das Familienglück scheint wiedergewonnen. Doch Max kann die Zweifel seiner Frau gegenüber noch immer nicht ablegen. Das Misstrauen bleibt, und er folgt ihr auf ihren morgendlichen Spaziergängen.

## Hintergrund
Der Film hatte am 10. September 2010 auf dem Toronto Film Festival Welturaufführung. In Deutschland wurde er erstmals im Forum der 61. Internationalen Filmfestspiele Berlin gezeigt.
Der Filmtitel ist an den englischen Begriff „Brownian Motion“ angelehnt, der die scheinbar zufällige, temperaturabhängige Bewegung elementarer Teilchen in Gasen und Flüssigkeiten bezeichnet (siehe Brownsche Bewegung).

## Kritiken
„Brownian Movement ist keines der konventionellen Liebesdramen über eine emotional unterdrückte Familienmutter, die ein sexuelles Doppelleben führt. Das in konzentrierten Planszenen gefilmte Charakterporträt studiert die Oberfläche einer tief in sich gekehrten Persönlichkeit, ohne sie je zu durchdringen. Sandra Hüllers subtile Darstellung verleiht dem ambivalenten Werk einen frostigen Glanz.“

„Sex in der Tiefe des Raumes: In dem niederländischen Film ‚Brownian Movement‘ vollzieht eine Ärztin in kunstvoll ausgeleuchteten Zimmern den Ehebruch mit hässlichen und haarigen Männern. Eine Studie über Architektur und Verlangen, die durch Hauptdarstellerin Sandra Hüller zum Ereignis wird.“

## Fernsehausstrahlung
Brownian Movement wurde am 15. Januar 2013, 3. Juli 2014 und 11. Januar 2015 von 3sat ausgestrahlt.